# Cappel (Blomberg)
Cappel es, desde 1970, uno de los 19 barrios de la ciudad de Blomberg en el Distrito de Lippe en Renania del Norte-Westfalia. 
Se encuentra a unos 8 km al oeste del centro de Blomberg. Cuenta con una superficie de 2,81 km² y 638 habitantes, con una densidad de 227 habitantes/km².
Desde 1980, Cappel se ha convertido en un lugar atractivo para la práctica del golf, con un campo de 18 hoyos.

## Historia
Alrededor del año 800, se construyó una capilla, probablemente, la primera iglesia católica en Lippe. Un acta del año 1366 indica que Cappel era una de las sedes administrativas de Bernhard V.  En 1538, el Conde de Lippe decretó que la iglesia en el condado de Lippe sería la Luterana. Pero en el año 1605, Simón VI la cambió, ordenando que en todo el condado de Lippe, la iglesia sería la calvinista de acuerdo con el "cuius regio, eius religio". 
Durante la Guerra de los Treinta años, el 8 de septiembre de 1636, las tropas suecas saquearon e incendiaron la iglesia. Se mantuvo sólo la base del campanario. En el mismo solar, se construyó una nueva Iglesia, pero el 22 de julio de 1827, poco después de terminar la misa, se derrumbó. Una nueva iglesia de estilo Neoclásico fue construida inmediatamente y dos años más tarde se inauguró.
En Großenmarpe, Kleinenmarpe, Cappel, Mossenberg y Eschenbruch, habían comunidades judíasque en 1844/45 promovieron una sinagoga en Cappel. Pero en 1896 fue vendida y demolida.
El 1 de enero de 1970, Cappel se incorporó a la ciudad de Blomberg.